# Seiko Fujita
Seiko Fujita (藤田 西湖, Fujita Seiko), né sous le nom d'Isamu Fujita (藤田 勇, Fujita Isamu), est un artiste martial japonais, 14e sōke (chef) du ninjutsu Kōga-ryū. Il est considéré par certains comme le dernier vrai ninja.

## Biographie
Né à Tokyo, Fujita étudie le ninjutsu Kōga-ryū auprès de son grand-père, Fujita Shintazaemon, 13e sōke de l'école. Il étudie à l'université Waseda et  l'université Meiji et, après avoir quitté l'école, travaille dans un journal. Il étudie d'autres arts martiaux et devient réputé comme auteur, chercheur et collectionneur d'anciens rouleaux. Selon plusieurs références, « les opinions sont divisées sur le fait qu'il soit un vrai ninja ou un simple chercheur de budō ».
Durant la Seconde Guerre mondiale, Fujita enseigne le style Nanban Sattō-ryū Kenpō à l'académie militaire de Nakano (Rikugun Nakano Gakkō). Il travaille ensuite comme spécialiste de la sécurité pour le gouvernement, et poursuit la tradition d'enseignement du style Kōga-ryū et d'autres arts martiaux. Ses élèves les plus connus sont Motokatsu Inoue (en), Kenwa Mabuni, Fujitani Masatoshi, l'acteur Tomisaburo Wakayama et Manzo Iwata (en), qui devint héritier de certains de ses styles. Suivant la tradition, il eut un partenaire et élève secret (kage-deshi) du nom de Hitoshi Atashi.Hito Atashi(1921-2007), ninja secret qui était toujours en activité dans les années 70, parti du japon pour le Canada. Francois Chenier(1972-) élève personnel de Hito fut son unique successeur, le seul héritier non japonais d'un style de Koga Ryu, d'après certaines rumeurs Hito aurait été l'élève secret de Saiko Fujita. Aujourd'hui rebaptisé Hito ryu ninjutsu. [réf. nécessaire]. Fujita ne laisse cependant pas d'héritier du style Kōga-ryū.
Saiko Fujita a publié le livre Zukai Torinawajutsu détaillant des centaines de nœuds de hojōjutsu (Technique de ligotage) de différentes écoles, et plusieurs autres textes sur le ninjutsu et les arts martiaux. Il souffrait d'œdèmes héréditaires dans son jeune âge, œdème de Quincke comme le raconte son autobiographie. Participant vers l'âge de 30 ans à de nombreux "concours nationaux" pour ingurgiter une "nourriture" réputée immangeable, il se devait d'avoir une excellente condition physique. Après une vie passée au service de son pays, il meurt d'une cirrhose du foie, non sans avoir enseigné, collecté et sauvé bon nombre de documents sur les écoles martiales anciennes.
Sa collection, la Fujita Saiko Bunko, est exposée au musée d'Iga-Ueno au château d'Odawara.

## Dans la culture populaire
Fujita Seiko est nommément  cité, et même montré en photo comme patriarche fondateur du dojo de ninjutsu dans les deux films : "Ninja" (2009) et "Ninja 2 : Shadow of a tear" (2013) de Isaac Florentine.